# Hemeroblemma despecta
Hemeroblemma despecta är en fjärilsart som beskrevs av Walker 1858. Hemeroblemma despecta ingår i släktet Hemeroblemma och familjen nattflyn. Inga underarter finns listade i Catalogue of Life.